# 7年後的愛
7年後的愛是OBS於2009年於3月19日、25日、26日播放的三集獨幕劇中的第三集，由金秀賢和李書妍主演，講述了一個關於暗戀和死亡的悲情故事。

## 劇情介紹
參加工作後的申度妍（李書妍飾）偶然收到了一封信，但是信封上只寫了天才（金秀賢飾），沒有寫明是哪裏寄來的。之後又陸陸續續收到的信令度妍好奇起來，慢慢開始尋找過去記憶中讓人心碎的愛情故事。

## 演員陣容

### 主要人物
- 金秀賢 飾演 天才
- 李書妍 飾演 申度妍

### 其他人物
- 林亨泰
- 鄭浩日
- 崔恩慶